# 양원식 (의료인)
양원식(梁源植, 1936년 4월 18일~2014년 10월 28일)은 대한민국의 의료인이다. 한림대 임상치의학대학원 치과병원 병원장 및 서울대학교 치과대 치의학과 치과교정학교실 교수를 지냈다.